# Isztaparijasz
Isztaparijasz (hettita jelekkel 𒊩𒅖𒋫𒉺𒊑𒄿𒀀𒀸 fiš-ta-pa-ri-ya-aš, Ištapariyaš, i. e. 15. század közepe) hettita hercegnő, Telipinusz felesége, de még férje trónra kerülése előtt. Nevében fellelhető a luvi *tapar („erős, hatalmas”) szó, amiből esetleg luvi származására lehet következtetni. A hettita történelem egyik legzavarosabb, és a királyi családra nézve legveszélyesebb időszakában élt. Sorsát nem is kerülhette el: merénylet áldozata lett.
A királyné I. Cidantasz és (...)-szaltasz leánya. Apja I. Hantilisz trónörökösének (Piszenisz) meggyilkolásával jutott trónra, majd őt fia – Isztaparijasz testvére –, Ammunasz ölte meg. Bátyjával jó lehetett a viszonya, mert elsőszülöttjét, Ammunaszt róla nevezte el. Ez a fiú egy Telipinusz nevű nemestől született, akihez hozzáadták. Még egy közös gyermekük ismert, Harapszilisz. A CTH#19-ben olvasható egy sor:
mte-le-pe-nu-uš-ša-az fiš-ta-pa-ri-ya-an ḫa-an-te-ez-zi-ya-an NIN-ZU DAM ḫar-ta („Telipinusz Isztaparijaszt, legidősebb nővérét feleségül vette”). Ezzel csak az a gond, hogy nem jelöli meg konkrétan, kinek a nővérét, Huccijaszét vagy Telipinuszét. Ez utóbbi azt jelentené, hogy Telipinusz is Cidantasz fia volt. A hettita uralkodóházban viszont egyáltalán nem volt szokás a testvérházasság, ezért ez a mondat kissé rejtélyessé teszi Telipinusz származását.
Ammunaszt végül fia – Isztaparijasz unokaöccse, I. Huccijasz – ölte meg, aki saját két testvérét is megölette, másik ötöt pedig száműzetésbe küldött. Nem tudni, hogy Isztaparijasz férje öt év múlva hogyan távolította el a trónról Huccijaszt, de végül ő került trónra, mégpedig Isztaparijasz Cidantaszhoz fűződő viszonyának jogcímén. Valószínűleg Huccijasz gyilkoltatta meg Isztaparijaszt is, és talán Telipinuszt is szándékában állhatott eltávolítani, hogy ne maradjon lehetséges trónkövetelő a környezetében. Valószínű, hogy Telipinusz ezért lázadt fel, majd foglalta el meghalt felesége jogcímén a Hettita Birodalom trónját.
Isztaparijasz mellett nem tudunk Telipinusz második feleségéről. Mivel később Ammunasz herceg is politikai merénylet áldozata lett, már csak Telipinusz és Isztaparijasz leányának, Harapszilisznek férje, II. Hantilisz követhette. Az események azonban annyira bizonytalanok, hogy Telipinusz után közvetlenül Isztaparijasz ismeretlen nevű leánytestvérének férje, Taharvalijasz is szóba jöhet. Az bizonyos, hogy Isztaparijasz és Telipinusz unokája, I. Murszilisz is trónra jutott végül.

## Lásd még
- Hettita királyok családfája
- Hettita királynék listája